# کوه بانگتا
کوه بانگتا (به لاتین: Mount Bangeta) یک کوه در پاپوآ گینه نو است که در استان موروبه واقع شده‌است. کوه بانگتا ۴٬۱۲۱ متر بالاتر از سطح دریا واقع شده‌است.